# Rotschwanz-Waldsänger
Der Rotschwanz-Waldsänger (Setophaga ruticilla) oder Schnäpperwaldsänger ist eine amerikanische Singvogelart.

## Merkmale
Der Rotschwanz-Waldsänger wird 12 cm lang und 8,5 g schwer.
Das Männchen ist ein schwarzer Vogel mit leuchtend orangefarbenen Partien an Flügel, Schwanz und Flanke und weißem Bauch und Unterschwanzdecken. Das Weibchen hat einen graugrünen Rücken, grauen Kopf und weißen Bauch und gelbe Partien an Flügel, Schwanz und Flanke.

## Vorkommen
Der Rotschwanz-Waldsänger brütet in Kanada und den östlichen USA und überwintert auf den Westindischen Inseln, in Zentralamerika und im nördlichen Südamerika. Er lebt in lichten Laubwäldern. Sehr selten taucht der Vogel in Westeuropa auf.

## Verhalten
Der Rotschwanz-Waldsänger ist ein auffälliger Vogel, der heftig mit Flügeln und Schwanz schlägt, um Insekten von Blättern aufzuscheuchen. Seine Beute fängt er überwiegend im Flug, pickt sie aber auch von Blättern oder der Rinde eines Baums.
Gelegentlich wird die Nahrung durch Beeren ergänzt.

## Fortpflanzung
Das Weibchen baut ein schalenförmiges Nest aus pflanzlichem Material, Tierhaaren und Spinnweben in einem Baum oder Busch und brütet zwei bis fünf Eier aus.
Das Männchen ist polygam und paart sich mit einem zweiten Weibchen, sobald das erste zu brüten beginnt. Allerdings hilft das Männchen bei der Fütterung, sobald die Jungen geschlüpft sind. Anders als die meisten polygamen Vögel markiert und verteidigt das Männchen zwei räumlich voneinander getrennte Reviere.